# Michel Aflaq
Michel Aflaq o Michel Aflak (en árabe: ميشيل عفلق‎, [Mīšīl ʿAflaq], también transcrito Aflak) fue uno de los principales teóricos del socialismo y nacionalismo árabe y fundador del Partido Baaz Árabe Socialista. De nacionalidad siria, nació en Damasco bajo la dominación del Imperio otomano en 1910 y falleció en París el 23 de junio de 1989.

## Juventud
Procedente de una familia de la pequeña burguesía damascena de religión ortodoxa griega, Aflaq era hijo de un nacionalista árabe que luchó primero contra el Imperio otomano y más tarde contra la presencia colonial francesa en Siria.
En 1928 se traslada a París y empieza a estudiar en La Sorbona, donde se apasionó por las Ciencias Políticas, y en particular por la historia de las ideas. En la capital francesa es donde Aflaq pensó en la necesidad de un proyecto nacionalista global que vaya más allá de las reivindicaciones de independencia en los distintos territorios árabes ocupados por las potencias coloniales para apostar por una «reconstrucción profunda de la nación árabe en los ámbitos político, económico, social y cultural». En París conoce a otro sirio, Salah Bitar, que comparte las mismas preocupaciones. Juntos fundan la Unión de Estudiantes Árabes en Francia. Al regresar a Siria, ambos trabajan como profesores en el Liceo de Damasco, uno impartiendo clases de Historia y el otro de Ciencias Naturales.

## Ideología
El ideario político nacionalista que comparten es laico (Aflaq era cristiano ortodoxo y Bitar musulmán suní) y contrario a la ideología panislámica que domina buena parte de la escena política del momento. Frente al concepto de umma o comunidad de creyentes que no hace distinciones entre realidades nacionales muy diferentes, y que a la vez excluye a los miembros de esas naciones que, como Aflaq, no son musulmanes, la ideología nacionalista gira en torno a un concepto de nación árabe, postulando que ésta existe de acuerdo con una base cultural y lingüística más que religiosa. 
Aflaq y Bitar son contrarios también, por tanto, a los nacionalismos locales en los distintos países y territorios árabes, de cuya existencia culpan al imperialismo europeo para perpetuar la división de la nación árabe. Precisamente Aflaq y Bitar alegan que, al acabar la Primera Guerra Mundial con la destrucción del Imperio otomano, los pueblos árabes liberados del dominio otomano no pudieron unirse en un solo Estado por influencia de las potencias vencedoras, que prefirieron dividir a la nación árabe creando diversos Estados sin verdaderas bases nacionales. 
Tanto Aflaq como Bitar recelan de las ideologías occidentales, inclusive del marxismo, al que condenan por conceder un excesivo protagonismo a la economía y a la lucha de clases, sin considerar las particularidades propias de la cultura árabe y su evolución histórica. En definitiva, buscan la formulación de una doctrina y unos métodos de acción adaptados a la realidad árabe, paso indispensable para lograr su emancipación.

## Creación del socialismo árabe
Aflaq y Bitar se expresarán al principio sobre todo a través de la revista At-Taliya («La Vanguardia»), en la que escriben intelectuales de distintas tendencias pero con el denominador común de su oposición al mantenimiento de los mandatos franceses y británicos en Oriente Medio. En 1936, cuando en Francia gana las elecciones el Frente Popular, los comunistas sirios rebajan el tono de sus reivindicaciones anticoloniales, lo que provoca que los nacionalistas rompan con ellos y emprendan una andadura en solitario que se concretará en 1939 con la fundación del Círculo del Renacimiento Árabe. En ese momento se une a Aflaq y Bitar otro importante personaje nacionalista, Zaki al-Arsuzi, alauita de Alejandreta y principal figura del Círculo del Arabismo.
El nacionalismo árabe en Siria es espoleado en esos años por una serie de acontecimientos que parecen crear las condiciones necesarias para su expansión: la derrota de la potencia colonial, Francia, a manos de Alemania en 1940 durante la Segunda Guerra Mundial, las luchas de la población árabe de Palestina contra los sionistas y el Reino Unido, y la rebelión antibritánica de Rashid Ali en Irak en 1941, que si bien fue rápidamente derrotada, suscita importantes movilizaciones en Siria, que sigue - no obstante - bajo control francés dirigido por el régimen colaboracionista de Vichy.
El movimiento nacionalista no cesa aunque a finales de 1941 las tropas de la Francia Libre toman el control de Líbano y de Siria con apoyo militar británico. Más bien, Aflaq aprovecha la coyuntura para presionar a la Francia Libre a reconocer la independencia de Siria, lo cual se logra en 1943. En los años de la Segunda Guerra Mundial los nacionalistas de Aflaq canalizan el descontento que suscita en la opinión pública árabe el apoyo del presidente estadounidense Franklin D. Roosevelt a las pretensiones sionistas sobre Palestina y a los reclamos de los colonos judíos para fundar un Estado propio allí. También se beneficiará del recelo que provoca en sus inicios la Liga Árabe, que era vista por algunos sectores como un instrumento del colonialismo británico en la región. 
El movimiento nacionalista es prohibido por el Gobierno sirio en 1945, pero debe ser legalizado nuevamente un año después a causa de la presión popular. Es entonces cuando publica el primer número de un periódico que le dará nombre: Al-Ba`th, «El Renacer» o «La Resureción» , que reivindica «la unidad árabe, la libertad y el socialismo» (3 de julio de 1946). Aflaq escribe en él: 

Ahora hay que crear las condiciones para la gran revolución árabe del siglo XX, que permitirá a los árabes volver a entrar en la Historia.

De este modo se crea el gran partido nacionalista árabe, al que Aflaq se dedica a tiempo completo desde 1943. Como el periódico, la organización se llama Hizb al-Ba`th en español "Partido del Renacer" o "Partido de la Resurrección" (conocido habitualmente en occidente como Baath o Baaz), y se fundará oficialmente (aunque existía de hecho antes) en un Congreso celebrado entre el 4 y el 7 de abril de 1947 en el gran salón del Café Rachid de Damasco, ante 200 delegados sirios y un gran número de observadores procedentes de Palestina, Líbano, Irak y Transjordania.

## Líder político en Siria
Aflaq fue elegido entonces secretario general del Partido Baath, cargo que ejerció hasta su muerte. La ideología del Baath será el socialismo árabe, adoptando en parte la ideología del socialismo pero conservando las estructuras culturales propias de los pueblos árabes, rechazando el predominio de las potencias capitalistas pero negándose a copiar los modelos del marxismo-leninismo europeo.
En 1949 Aflaq fue por un breve periodo ministro de Educación de Siria, pero en 1952 abandonó Siria por discrepancias con el gobierno, para volver dos años después. En 1958 jugó un importante papel en la creación de la República Árabe Unida, resultado de la unión de Siria con el Egipto de Gamal Abdel Nasser, régimen que precisamente había adoptado el socialismo árabe como ideología oficial, aunque el nuevo Estado marginó al Baath del poder político en Siria. 
Tras el fracaso de la República Árabe Unida y su disolución en 1961, Aflaq tuvo grandes diferencias con la facción del baazista que había tomado el poder en Siria, a pesar de ser el ideólogo oficial. Para evitar persecuciones, en 1963 Aflaq debió abandonar el país, al que no regresaría, exiliándose en el vecino Irak, donde gobernaba la rama iraquí del Baath.

## Exilio y últimos años
La presencia de Aflaq sería utilizada por los líderes iraquíes para afirmar que su Baath era el verdadero, y que la rama siria del partido era una desviación. Aflaq fue nombrado dirigente del Partido Baath en Irak, pero lo cierto es que fue un personaje decorativo cuyas críticas al régimen fueron poco menos que ignoradas, así como sus alegatos en favor de las libertades y de la justicia social. El régimen de Ahmed Hassan al-Bakr, líder del Baath iraquí, colmó a Aflaq de honores académicos pero se negó a otorgarle puestos políticos con poder efectivo. Esta política fue seguida por el sucesor de al-Bakr en 1979, Sadam Huseín, quien aumentó el aislamiento político de Aflaq para conservarlo sólo como imagen de propaganda ideológica. 
Aflaq falleció el 23 de junio de 1989 en un hospital militar de París, a donde había acudido para recibir tratamiento médico. Su cuerpo fue enterrado en Bagdad, en un mausoleo diseñado por Chadagee, recibiendo suntuosos funerales de Estado ampliamente cubiertos por la prensa estatal iraquí. 
El gobierno de Sadam Huseín afirmó que Aflaq se había convertido al islam antes de morir, pero que se había evitado dar publicidad a este hecho para evitar interpretaciones políticas; no obstante, la familia y entorno de Aflaq dudaron de esta versión alegando que, por el contrario, Aflaq era un decidido partidario del laicismo y rehusaba mezclar sus ideas socialistas con la religión, cualquiera que fuese. Ya que no hay ninguna prueba de qué el lo hizo.

## Legado
Los especialistas y seguidores de la trayectoria de Aflaq, sin embargo, juzgan altamente improbable su "conversión al islam antes de morir" ya que Aflaq era un ferviente cristiano, aunque partidario del laicismo en el ámbito político. Se cree que el rumor de la conversión nació de que el régimen de Saddam trataba de mostrarse como "defensor del Islam" en la década de 1980 para rivalizar con Irán y además legitimarse ante las masas iraquíes y del resto del mundo árabe, siendo que esta utilización de la religión con fines de propaganda política era justamente contraria a los postulados originales del Baath. 
Un rumor no confirmado afirma que las tropas estadounidenses que ocupan Irak desde 2003 habían arrasado el mausoleo de Aflaq y habrían hecho desaparecer el cuerpo. Los mandos de las fuerzas ocupantes expresaron en su momento su intención de destruir la tumba como parte de un proceso para borrar los vestigios del baazismo en Irak, en tanto dicha ideología es asociada al régimen de Sadam Huseín. No obstante, tal intención no se llevó a la práctica pues suscitó encendidas protestas en amplios sectores de la opinión pública del Medio Oriente, ya que Michel Aflaq es un personaje que goza de popularidad como ideólogo del nacionalismo árabe y del partido árabe de la resurrección más que como simple líder del baazismo iraquí.